# Arne Gabius
Niels Arne Gabius (* 22. März 1981 in Hamburg) ist ein ehemaliger deutscher Mittel- und Langstreckenläufer. Er war von 2015 bis 2020 Inhaber des deutschen Rekords über die Marathondistanz. Sein größter Erfolg war der Gewinn der Silbermedaille im 5000-Meter-Lauf bei den Europameisterschaften 2012 in Helsinki.

## Berufsweg
Nach seinem Abitur am Hamburger Carl-von-Ossietzky-Gymnasium studierte Gabius Humanmedizin an der Eberhard Karls Universität Tübingen und ist seit Mai 2011 approbierter Arzt.

## Sportliche Karriere
Zu seinen weiteren Erfolgen zählen seine Siege bei den Deutschen Meisterschaften im 5000-Meter-Lauf von 2007 bis 2013, über 3000 Meter in der Halle (2009, 2012) sowie beim Crosslauf auf der Langstrecke (2009) und im Marathon am 25. Oktober 2015. Auf internationaler Ebene startete er bei den Europameisterschaften 2006, wo er im Vorlauf über 5000 Meter aufgab, und bei den Halleneuropameisterschaften 2007 in Birmingham, wo er Neunter über 3000 Meter wurde. Sein bis dahin bestes Ergebnis erzielte er mit dem zweiten Platz beim Europacup 2007 in München. Bei den Hallenweltmeisterschaften 2008 wurde er Zwölfter.
2009 wurde er für die Weltmeisterschaften in Berlin nachnominiert und schied dort im 5000-Meter-Vorlauf mit 13:49,13 min aus. Bei den Europameisterschaften 2010 in Barcelona wurde er Zwölfter über 5000 Meter.
2012 verpasste er über 3000 Meter mit 7:38,13 min nur knapp den deutschen Hallenrekord von Dieter Baumann. Kurz danach blieb er bei einem Hallenrennen über zwei Meilen mit 8:10,78 min ebenso wie der Brite Mo Farah (8:08,07 min) unter der 29 Jahre alten Europa-Bestzeit des Belgiers Emiel Puttemans (8:13,2 min). Bei den Hallenweltmeisterschaften in Istanbul wurde er über 3000 Meter Achter. Bei den Europameisterschaften 2012 in Helsinki gewann er hinter Mo Farah die Silbermedaille über 5000 Meter. Über 3000 Meter lief er am 17. August in Stockholm in 7:35,43 min die bis dahin zweitbeste Zeit eines deutschen Läufers. Bei den Olympischen Spielen in London schied er im Vorlauf aus.
2013 stellte er mit 13:12,50 min am 13. Juli in Heusden-Zolder eine persönliche Bestzeit über 5000 Meter auf, kam bei den Weltmeisterschaften in Moskau wegen einer kleinen Rangelei weiter vorne im Feld der zufolge ihm ein Läufer in der entscheidenden Phase des Rennens vor die Füße fiel nur auf den 20. Platz.
2014 belegte Gabius bei seinem Halbmarathon-Debüt in New York mit einer Zeit von 62:09 min den achten Platz. Nur sieben Deutsche waren jemals schneller. Beim Leichtathletik-Meeting in Stanford lief er über 10.000 m in 27:55,35 min die schnellste Zeit eines deutschen Läufers über diese Strecke seit Dieter Baumann im Jahr 2002. Weitere persönliche Bestleistungen stellte er über 1500 Meter mit 3:41,17 min am 7. Juni bei der Gala 2014 in Regensburg sowie im Zehn-Kilometer-Straßenlauf mit 28:08 min am 12. Oktober in Berlin auf. Bei der Team-EM in Braunschweig siegte Gabius über 5000 Meter, während es bei den Europameisterschaften in Zürich für ihn über diese Strecke nur zum siebten Platz reichte. Bei seinem Marathon-Debüt erreichte er 2014 in Frankfurt eine Zeit von 2:09:32 h.
| Deutscher Rekord Marathon, Frankfurt, 25. Oktober 2015 | Deutscher Rekord Marathon, Frankfurt, 25. Oktober 2015 | Deutscher Rekord Marathon, Frankfurt, 25. Oktober 2015 | Deutscher Rekord Marathon, Frankfurt, 25. Oktober 2015 |
| Distanz                                                | Split                                                  | Gesamtzeit                                             |                                                        |
| ------------------------------------------------------ | ------------------------------------------------------ | ------------------------------------------------------ | ------------------------------------------------------ |
| 5 km                                                   | 15:08 min                                              | 15:08 min                                              |                                                        |
| 10 km                                                  | 15:03 min                                              | 30:10 min                                              |                                                        |
| 15 km                                                  | 14:49 min                                              | 44:59 min                                              |                                                        |
| 20 km                                                  | 15:07 min                                              | 1:00:05 h                                              |                                                        |
| Halb                                                   | 3:18 min                                               | 1:03:23 h                                              |                                                        |
| 25 km                                                  | 11:52 min                                              | 1:15:15 h                                              |                                                        |
| 30 km                                                  | 15:20 min                                              | 1:30:35 h                                              |                                                        |
| 35 km                                                  | 15:35 min                                              | 1:46:09 h                                              |                                                        |
| 40 km                                                  | 15:43 min                                              | 2:01:52 h                                              |                                                        |
| Marathon                                               | 6:42 min                                               | 2:08:33 h                                              |                                                        |

Am 29. Januar 2015 verbesserte Gabius den deutschen Rekord über die 5000 Meter in der Halle beim PSD Bank Meeting in Düsseldorf auf 13:27,53 min. Am 15. März 2015 nahm er erneut am Halbmarathon in New York teil und wurde in 62:34 min Neunter. Beim Prefontaine Classic in Eugene verbesserte Gabius seine persönliche Bestzeit über die 10.000 Meter auf 27:43,93 min. Bei den Weltmeisterschaften in Peking gab er seinen Abschied von der Bahn und war als 17. zweitbester Europäer. Bei den Deutschen Marathonmeisterschaften am 25. Oktober im Rahmen des Frankfurt-Marathon stellte er als Viertplatzierter der Gesamtwertung mit einer Zeit von 2:08:33 h einen neuen deutschen Rekord auf. Diesen verbesserte Amanal Petros beim Valencia-Marathon am 6. Dezember 2020 auf 2:07:18 h. Am Jahresende wurde Gabius als Leichtathlet des Jahres 2015 geehrt.
Im Frühjahr 2016 stieg er beim London-Marathon aus und beendete auch bei den Europameisterschaften in Amsterdam im Juli mit Hüftproblemen das Halbmarathon-Rennen vorzeitig. Trotz Nominierung für die Olympischen Spiele in Rio de Janeiro sagte er seine Teilnahme ab, da sich der Zustand nicht besserte.
2017 lief Gabius wieder und blieb – nach einem erneut aufgegebenen Rennen im Frühjahr beim Hannover-Marathon – Ende Oktober in Frankfurt mit 2:09:59 h ein weiteres Mal unter 2:10 h.
Im Folgejahr stieg Gabius beim Boston-Marathon 2018 bei widrigen Bedingungen früh aus, formbedingt klappte auch die erhoffte Qualifikation für die Europameisterschaften in Berlin über 10.000 Meter nicht. Bei seinem vierten Frankfurt-Start in Folge lief er im Herbst 2:11:45 h.
Anfang April 2019 überquerte Gabius erstmals bei einem Frühjahrsmarathon die Ziellinie, in Hannover benötigte er 2:14:29 h.
2021 beendete er seine Karriere im Leistungssport.

## Privates
Arne Gabius ist 1,86 m groß und wiegt 65 kg. Er ist verheiratet und wurde drei Tage vor seinem Start beim Frankfurt-Marathon 2017 Vater eines Sohnes.

## Vereinszugehörigkeiten
Von 1996 bis 2004 startete er für die LAV Hamburg-Nord. Von 2005 bis 2014 lief er für die LAV asics Tübingen und wurde bis Juli 2011 von Dieter Baumann trainiert. Seitdem trainiert der Vegetarier sich selbst und wird von Renato Canova beraten. Ab 2015 startete Gabius für das LT Haspa Marathon Hamburg. Ab 2017 trat er für den TherapieReha Bottwartal e. V. an.

## Auszeichnungen
- 2017: Von German Road Races (GRR) zum „Straßenläufer des Jahres“ gekürt.[21]

## Persönliche Bestleistungen
- 1500 m: 3:41,17 min, 7. Juni 2014, Regensburg
  - Halle: 3:45,78 min, 28. Januar 2007, Sindelfingen
- 3000 m: 7:35,43 min, 17. August 2012, Stockholm
  - Halle: 7:38,13 min, 13. Februar 2012, Karlsruhe
- 2 Meilen (Halle): 8:10,78 min, 18. Februar 2012, Birmingham (deutsche Bestleistung)
- 5000 m: 13:12,50 min, 13. Juli 2013, Heusden-Zolder[22]
  - Halle: 13:27,53 min, 29. Januar 2015, Düsseldorf (deutscher Rekord)
- 10.000 m: 27:43,93 min, 29. Mai 2015, Eugene
- 10 km Straße: 28:07 min, 11. Oktober 2015, Berlin
- 10 Meilen: 47:00 min, 21. September 2014, Amsterdam
- Halbmarathon: 1:02:09 h, 17. März 2014, New York City
- Marathon: 2:08:33 h, 25. Oktober 2015, Frankfurt am Main